# Квадрифолий (искусство)
Квадрифолий (лат. quadrifolium — четырёхлистник) — мотив декоративного обрамления в виде комбинации квадрата и цветка с четырьмя симметричными лепестками. Относится к типу масверк. Один из способов геометрического построения квадрифолия — наложение двух квадратов под углом в 45°. Углы одного квадрата закругляются и получается четырёхлистник, близкий мотиву розетки. Наряду с трифолиями, имеющими сакральный смысл (символ Пресвятой Троицы), квадрифолии широко использовали в готическом искусстве — в обрамлениях рельефов, ажурных переплётах витражных окон и каменной резьбе порталов  и вимпергов. Мотив квадрифолия применяли в европейской архитектуре, книжной миниатюре и скульптуре различных периодов и стилей (Средневековье, раннее итальянское Возрождение).
В книжной миниатюре средневековья и раннего итальянского Возрождения квадрифолии использовали для инициалов и орнаментальных вставок, разделяющих главы и рубрики повествования.